# Багрянник канадский
Багрянник канадский, или Церцис канадский (лат. Cercis canadensis) — деревья, вид рода Церцис (Cercis) семейства Бобовые (Fabaceae).

## Распространение и экология
В природе ареал вида охватывает Северную Америку — от Нью-Йорка на юг до Флориды и на запад до Айовы, Небраски, Техаса и севера Мексики.
В культуре распространён на Черноморском побережье Кавказа на юг от Сочи, в Краснодаре и в Ростове-на-Дону, растет и плодоносит в Баку, Ереване, Тбилиси, на Украине (в Ужгороде, Киеве), а также в Средней Азии.
Относительно теплолюбив. Довольно требователен к влажности и богатству почвы. Страдает от  засухи.

## Биологическое описание
Дерево высотой до 18 м с шатровидной кроной. Ветви и ствол с чёрно-серой корой. Побеги красные.
Листья широкояйцевидные до почти округлых, длиной (5) 8—16 см, с сердцевидным основанием и короткозаострённой верхушкой, опушённые обычно лишь снизу, близ основания пластинки, сверху сизо-зелёные, снизу тускло-сизоватые, осенью светло-жёлтые.
Цветки по 4—8 в пучках, светло-розовые или розово-лиловатые, длиной 1—1,2 см.
Бобы длиной 6—10 см, шириной 2 см. Семена овальные, длиной 5—6 мм, шириной 4—5 мм, матовые, тёмно-коричневые. Вес 1 тыс. семян 20—30 г.
Цветёт в апреле — мае. Плодоносит в сентябре — октябре.
|                                                                  |  |  |  |
| Слева направо: Листья. Листья в осенней окраске. Бутоны. Цветки. |  |  |  |

## Классификация

### Разновидности
В рамках вида выделяют три разновидности:
- Cercis canadensis var. canadensis
- Cercis canadensis var. mexicana (Rose) M.Hopkins
- Cercis canadensis var. texensis (S.Watson) M.Hopkins

### Таксономия
Вид Церцис канадский входит в род Церцис (Cercis) трибы Багряниковые (Cercideae) подсемейства Цезальпиниевые (Caesalpinioideae) семейства Бобовые (Fabaceae) порядка Бобовоцветные (Fabales).
|  |                                      |  |                                                             |                                                             |                   |  | ещё 3 семейства (согласно Системе APG II) | ещё 3 семейства (согласно Системе APG II)    |                                              |  |  |  | ещё 3 трибы (согласно Системе APG II) | ещё 3 трибы (согласно Системе APG II) |  |  |  |  | ещё от 5 до 9 видов | ещё от 5 до 9 видов |
|  |                                      |  |                                                             |                                                             |                   |  | ещё 3 семейства (согласно Системе APG II) | ещё 3 семейства (согласно Системе APG II)    |                                              |  |  |  | ещё 3 трибы (согласно Системе APG II) | ещё 3 трибы (согласно Системе APG II) |  |  |  |  | ещё от 5 до 9 видов | ещё от 5 до 9 видов |
|  |                                      |  |                                                             | порядок Бобовоцветные                                       |                   |  |                                           |                                              | подсемейство Цезальпиниевые                  |  |  |  |                                       | род Церцис                            |  |  |  |  |                     |                     |
|  |                                      |  |                                                             | порядок Бобовоцветные                                       |                   |  |                                           |                                              | подсемейство Цезальпиниевые                  |  |  |  |                                       | род Церцис                            |  |  |  |  |                     |                     |
|  | отдел Цветковые, или Покрытосеменные |  |                                                             |                                                             | семейство Бобовые |  |                                           |                                              | триба Багряниковые                           |  |  |  | вид Церцис канадский                  |                                       |  |  |  |  |                     |                     |
|  | отдел Цветковые, или Покрытосеменные |  |                                                             |                                                             |                   |  |                                           |                                              |                                              |  |  |  |                                       |                                       |  |  |  |  |                     |                     |
|  |                                      |  | ещё 44 порядка цветковых растений (согласно Системе APG II) | ещё 44 порядка цветковых растений (согласно Системе APG II) |                   |  |                                           | ещё 2 подсемейства (согласно Системе APG II) | ещё 2 подсемейства (согласно Системе APG II) |  |  |  | ещё 5 родов                           | ещё 5 родов                           |  |  |  |  |                     |                     |
|  |                                      |  |                                                             | ещё 44 порядка цветковых растений (согласно Системе APG II) |                   |  |                                           |                                              | ещё 2 подсемейства (согласно Системе APG II) |  |  |  |                                       | ещё 5 родов                           |  |  |  |  |                     |                     |